# Nulla in mundo pax sincera
Nulla in mundo pax sincera, RV 630, és un motet compost per Antonio Vivaldi el 1735 a partir d'un text anònim en llatí; el seu títol pot traduir-se com "En aquest món no hi ha pau honesta" o "no hi ha veritable pau en aquest món sense rancor". Està escrit en la tonalitat de mi major i dins l'habitual estil líric italià del barroc. Com en els motets introductoris, peces que precedien algunes grans obres de Vivaldi, els textos no són litúrgics, sinó versions lliures en llatí d'autor desconegut. És una obra plena de virtuosisme, instrumentada per a soprano solista, dos violins, viola i baix continu (normalment un violoncel i instrument de teclat, encara que en el cas de Vivaldi, sovint un orgue). El text descriu les imperfeccions d'un món ple de maldat i de pecat, i lloa a Jesús per la salvació que ofereix. És considerat com un dels motets per a veu sola més bells de Vivaldi.

## Estructura i anàlisi musical
| Nulla in mundo pax sincera (RV 630)                                          | Nulla in mundo pax sincera (RV 630) |
| ---------------------------------------------------------------------------- | ----------------------------------- |
| 1. Larghetto                                                                 |                                     |
|                                                                              |                                     |
|                                                                              |                                     |
|                                                                              |                                     |
| 2. Recitatiu                                                                 |                                     |
|                                                                              |                                     |
|                                                                              |                                     |
|                                                                              |                                     |
| 3. Allegro                                                                   |                                     |
|                                                                              |                                     |
| Interpretació de l'Advent Chamber Orchestra amb la soprano Cristina Piccardi |                                     |
|                                                                              |                                     |

L'obra consta de quatre parts: ària, recitatiu, ària, seguida d'un conclusiu "Al·leluia".
Escrit per a una veu soprano molt lleugera (del mi3 al si4), aquest motet RV 630 és el més interessant dels primers que Vivaldi va compondre per a la Pietà. En el manuscrit, que es troba en la col·lecció Giordano de la Biblioteca Nacional de Torí (volum 32), apareix en el títol la indicació «Motetto di D. Antonio Vivaldi».
L'obra, en la tonalitat de mi major, té una estructura en quatre moviments i amb les següents característiques musicals:
| Moviment                                 | Instrumentació                      | Forma     | Tempo       | Tonalitat |
| ---------------------------------------- | ----------------------------------- | --------- | ----------- | --------- |
| 1. «Nulla in mundo pax»                  | soprano, violins I/II, viola i b.c. | ària      | largetto    | mi major  |
| 2. «Blando colore oculos mundus decepit» | soprano i b.c.                      | recitatiu | (recitatiu) | ...       |
| 3. «Spirat anguis inter flores»          | soprano, violins I/II, viola i b.c. | ària      | allegro     | la major  |
| 4. «Alleluia»                            | soprano, violí sol, corda i b.c.    | ària      | (allegro)   | mi major  |

La seva ària de capo inicial ofereix una primera secció excepcionalment llarga, amb tres períodes vocals en comptes dels dos habituals; un ritme de siciliana intens, animat pels violins, on les semicorxeres suggereixen brises suaus i, la música, la pau aconseguida gràcies a la fe en Jesús. Aquesta primera ària apareix en els crèdits finals de la pel·lícula del director australià Scott Hicks, del 1996 Shine.
El recitatiu, força elaborat, com un arioso amb ornamentat que potencia les paraules del text, adverteix sobre les temptacions de Satanàs. L'ària següent presenta unes frases que es projecten com la serp que descriu el text. Finalment, la confiança es restaura en un brillant "Alleluia", on la veu té el protagonisme i porta els violins al seu terreny.

## Text
El text anònim, en llatí, és el següent:
| Ària. Nulla in mundo pax sincera sine felle; pura et vera, dulcis Jesu, est in te. Inter poenas et tormenta vivit anima contenta casti amoris sola spe. Recitatiu. Blando colore oculos mundus decepit ad occulto vulnere corda conficit; fugiamus ridentem, vitemus sequentem, nam delicias ostentando arte secura vellet ludendo superare. Ària. Spirat anguis inter flores et colores explicando tegit fel. Sed occulto factus ore homo demens in amore saepe lambit quasi mel. Alleluia. | Ària. En aquest món no existeix la pau honesta lliure d'amargor; pura i veritable (és a dir, la pau) dolç Jesús, es troba en Tu. Enmig del càstig i del turment viu l'ànima feliç, l'amor cast la seva única esperança. Recitatiu. Aquest món enganya a l'ull per la superfície dels encants, però està corroït per ferides amagades. Fugim del que somriu, fugim del que ens segueix, en mostrar hàbilment els seus plaers, aquest món ens embarga per l'engany. Ària. El xiuxiueig de la serp oculta el seu verí, mentre es descargola entre les flors i la bellesa. Però per un petó furtiu, un home embogit per l'amor besarà com si llepés la mel. Al·leluia. |